# Las Ketchup
Las Ketchup je španělská čtyřčlenná dívčí pěvecká skupina, která vznikla roku 2002 v Cordóbě ve Španělsku. Jejími členkami jsou sestry Lola Muñoz, Pilar Muñoz, Lucía Muñoz a Rocío Muñoz, jejichž otcem je španělský flamengový kytarista Juan Muñoz, vystupující pod uměleckým jménem „El Tomate“. K hitům kapely patří skladba „The Ketchup Song“, někdy uváděná též „Aserejé“, ke které natočily klip, v němž pěvkyně obsluhují v sexy plavkách u plážového baru. V klipu se objevily jen tři ze sester, neboť čtvrtá ze sester byla v tu dobu právě těhotná. Skladba se rovněž stala hitem léta roku 2002.